# Le Chef des odeurs suaves
Le Chef des odeurs suaves (O Mestre dos odores suaves) e o título genérico de uma coletânea poética publicada em 1893 pelo conde Robert de Montesquiou. Foi o segundo livro de poesias de Montesquiou. O título refere-se à um personagem de Salammbô (1862), romance histórico sobre Cartago de Gustave Flaubert (1821-1880). Neste livro, Montesquiou celebra as flores e os perfumes, lúgubres ou elegantes.
A preciosidade do estilo e a extrapolação fonética, marcas registradas do estilo poético de Montesquiou, irritou mais uma vez os críticos, que o haviam massacrado desde suas primeiras produções poéticas, apoiando-se no fato de muitos de seus poemas beirarem a frivolidade.
Nesta primeira fase (1891-1901) das obras poéticas de Montesquiou, os poemas, "naturalmente complicados" segundo suas próprias palavras, não se diferenciam muito quanto à forma apesar de alguns apresentarem certas inovações métricas.